# 1950-1951シーズンのNBA
1950-1951シーズンのNBAは、NBAの5回目のシーズンである。シーズンは1950年10月31日に始まり、1951年4月21日に全日程が終了した。

## シーズン前

### 黒人選手の参戦
当時のバスケットボールは白人のスポーツだった。NBAにも白人選手しか存在せず、そしてファンの大半も白人だった。そんな白人しか居ない世界に、初めてアフリカ系アメリカ人が登場する。ドラフトではチャック・クーパーが、黒人選手として初めてボストン・セルティックスから2巡目全体13位指名を受ける。またナサニエル・クリフトンはニューヨーク・ニックスと、黒人選手として初めて契約を交わした。そしてアール・ロイドは黒人選手として初めてNBAの試合に出場した。
当時リーグ全体に比べ黒人選手の比率はまだまだ低いものだったが、後に急激にその割合を増していき、ついには白人選手を陵駕していく。1950年代後半にはビル・ラッセル、ウィルト・チェンバレンのような支配的な選手も登場し、リーグにとって黒人選手はなくてはならない存在となっていくが、一方で白人ファンのNBA離れも進んでいくことになる。

### ドラフト
ドラフトではチャック・シェアーがボストン・セルティックスから全体1位指名を受けた。またボブ・クージー、ラリー・ファウスト、ジョージ・ヤードリー、ビル・シャーマンらも指名を受けている。地域ドラフトではポール・アリジンがフィラデルフィア・ウォリアーズに指名を受けている。

### 二年目の受難
NBLを吸収し、BAAから改称して2年目を迎えたNBAだが、一気に17チームまで膨れ上がったリーグを支えるほどの人気はまだなく、このシーズン前に6チームもの離脱者を出した。NBAの前身であるBAA創設時からのチームであるシカゴ・スタッグズ、セントルイス・ボンバーズを始め、アンダーソン・パッカーズ、デンバー・ナゲッツ、シボイガン・レッドスキンズ、ウォータールー・ホークスが解散の憂き目に遭った。このシーズンにはリーグの人気低迷に拍車を掛けるような、19-18という衝撃的なスコアが記録される。
またこのシーズンからファウルアウトが5ファウルから6ファウルに変更された。

## シーズン

### オールスター
NBA初のオールスターゲームが開催される。
- 開催日：3月2日
- 開催地：ボストン
- オールスターゲーム　イースト 111－94 ウエスト MVP：エド・マコーレー　（ボストン・セルティックス）

### イースタン・デビジョン
| チーム                         | 勝 | 負 | 勝率 | ゲーム差 |
| ------------------------------ | -- | -- | ---- | -------- |
| フィラデルフィア・ウォリアーズ | 40 | 26 | .606 | -        |
| ボストン・セルティックス       | 39 | 30 | .565 | 2.5      |
| ニューヨーク・ニックス         | 36 | 30 | .545 | 4        |
| シラキュース・ナショナルズ     | 32 | 34 | .485 | 8        |
| ボルティモア・ブレッツ         | 24 | 42 | .364 | 16       |
| ワシントン・キャピトルズ       | 10 | 25 | .286 | 14.5     |

### ウエスタン・デビジョン
| Team                               | W  | L  | PCT. | GB |
| ---------------------------------- | -- | -- | ---- | -- |
| ミネアポリス・レイカーズ           | 44 | 24 | .606 | -  |
| ロチェスター・ロイヤルズ           | 41 | 27 | .565 | 3  |
| フォートウェイン・ピストンズ       | 32 | 36 | .545 | 12 |
| インディアナポリス・オリンピアンズ | 31 | 37 | .485 | 13 |
| トライシティーズ・ブラックホークス | 25 | 43 | .364 | 19 |

### スタッツリーダー
| 部門       | 選手                 | チーム                             | 記録  |
| ---------- | -------------------- | ---------------------------------- | ----- |
| 得点       | ジョージ・マイカン   | ミネアポリス・レイカーズ           | 1,932 |
| リバウンド | ドルフ・シェイズ     | ロチェスター・ロイヤルズ           | 1,080 |
| アシスト   | アンディ・フィリップ | フィラデルフィア・ウォリアーズ     | 414   |
| FG%        | アレックス・グローザ | インディアナポリス・オリンピアンズ | 47.0  |
| FT%        | ジョー・ファルクス   | インディアナポリス・オリンピアンズ | 85.5  |

※このシーズンからリバウンド数が集計されるようになった。1969-70シーズン以前はアベレージよりも通算でスタッツリーダーが決められていた。

### 各賞
- All-NBA First Team:
  - マックス・ザスロフスキー, インディアナポリス・オリンピアンズ
  - ラルフ・ベアード, インディアナポリス・オリンピアンズ
  - ボブ・デイヴィス, ロチェスター・ロイヤルズ
  - ジョージ・マイカン, ミネアポリス・レイカーズ
  - エド・マコーレー, ボストン・セルティックス

### シーズン概要
- 得点王は3年連続でジョージ・マイカンが獲得。
- ヘッドコーチにレッド・アワーバック、ポイントガードにボブ・クージーを迎えたボストン・セルティックスが前季を大幅に上回る勝率を収め、後に到来するセルティックス王朝時代の土台を造り上げた。
- リーグ全体のFG成功率は35.7%、平均得点は84.1得点だった。
- NBAの前身であるBAA発足時からのチームであるワシントン・キャピトルズがシーズン半ばの1月9日に解散した。

### 19対18
11月22日のレイカーズ対ピストンズの試合で、19対18という現在も破られていないリーグ最低得点が記録される。
この試合は極端な例ではあるが、当時のNBAは発足以来平均得点を順調に伸ばしてはいるものの、ロースコアゲームが頻繁に展開されるような事態が続いた。最大の原因は当時のバスケットボールにショットクロックという概念がなかったことにある。すなわち、ボールを保持したチームはシュートするまでどれだけ時間を費やしても構わなかったのである。
NBAが人気獲得に苦戦する最大の理由がこれであった。一旦リードを奪ってしまえば、後はひたすらボールを突くことだけに時間を費やす試合内容に、観客が熱狂するはずがなかった。ただでさえ低いNBAの人気はこの「つまらない試合」のためにさらに低下していくこととなった。

## プレーオフ・ファイナル
6チームが解散したため、プレーオフの方式がまたもや変更された。各デビジョンから上位4チームにプレーオフ出場権が与えられ、各デビジョンごとにトーナメントを組み、勝ち残った2チームでファイナルを争う。1回戦は3戦2勝制、デビジョン決勝は5戦3勝制、ファイナルは7戦4勝制である。
|  | デビジョン準決勝 | デビジョン準決勝 | デビジョン準決勝 |            |   | デビジョン決勝 | デビジョン決勝 | デビジョン決勝 |  |  | ファイナル | ファイナル | ファイナル |
|  |                  |                  |                  |            |   |                |                |                |  |  |            |            |            |
|  | 1                | レイカーズ       | 2                |            |   |                |                |                |  |  |            |            |            |
|  | 4                | オリンピアンズ   | 1                |            |   |                |                |                |  |  |            |            |            |
|  | 4                | オリンピアンズ   | 1                |            | 1 | レイカーズ     | 1              |                |  |  |            |            |            |
|  | Western Division |                  |                  |            | 1 | レイカーズ     | 1              |                |  |  |            |            |            |
|  |                  |                  | 2                | ロイヤルズ | 3 |                |                |                |  |  |            |            |            |
|  | 3                | ピストンズ       | 2                | ロイヤルズ | 3 | 1              |                |                |  |  |            |            |            |
|  | 3                | ピストンズ       |                  |            |   | 1              |                |                |  |  |            |            |            |
|  | 2                | ロイヤルズ       | 2                |            |   |                |                |                |  |  |            |            |            |
|  |                  |                  |                  |            |   |                |                |                |  |  | W2         | ロイヤルズ | 4          |
|  |                  |                  | E3               | ニックス   | 3 |                |                |                |  |  |            |            |            |
|  | 1                | ウォリアーズ     | 0                |            |   |                |                |                |  |  |            |            |            |
|  | 4                | ナショナルズ     | 2                |            |   |                |                |                |  |  |            |            |            |
|  | 4                | ナショナルズ     | 2                |            | 4 | ナショナルズ   | 2              |                |  |  |            |            |            |
|  | Eastern Division |                  |                  |            | 4 | ナショナルズ   | 2              |                |  |  |            |            |            |
|  |                  |                  | 3                | ニックス   | 3 |                |                |                |  |  |            |            |            |
|  | 3                | ニックス         | 3                | ニックス   | 3 | 2              |                |                |  |  |            |            |            |
|  | 3                | ニックス         |                  |            |   | 2              |                |                |  |  |            |            |            |
|  | 2                | セルティックス   | 0                |            |   |                |                |                |  |  |            |            |            |

アーニー・ライゼン、ボブ・デイヴィス擁するロチェスター・ロイヤルズがミネアポリス・レイカーズの三連覇を阻止し、初優勝を飾る。後のサクラメント・キングスであるロイヤルズの、2008年現在まで唯一の優勝であり、長期に渡ってリーグを支配したレイカーズ時代に風穴を開けた価値ある優勝だった。ファイナルはロイヤルズが先に3連勝し、その後ニューヨーク・ニックスが3連勝してシリーズをタイに戻したため、NBA史上初となる第7戦に突入した。第7戦は前半に17点のリード奪ったロイヤルズの一方的な展開になるかと思われたが、その後ニューヨーク・ニックスが猛反撃を見せ、試合終盤には2点差にまで詰め寄った。しかし最後はボブ・デイヴィスが得たフリースローを着実に沈め、79-75でロイヤルズが勝利した。